# Daisuke Moriyama
Daisuke Moriyama (森山大輔?, Moriyama Daisuke; Giappone, 11 settembre 1971) è un fumettista giapponese, ovvero un mangaka.
È maggiormente conosciuto per aver creato Chrono Crusade. Moriyama ha lavorato alla serie World Embryo, serializzata nel magazine Young King OURs dal 2005 al 2014.

## Opere
- Alice in Cyberland (1996, videogioco)
- Chrono Crusade (1999-2004)[2][3]
- Koko ni iru suiren (2002, raccolta di storie brevi)[4]
- Planet Blue (2005, one-shot)[5]
- World Embryo (2005-2014)[6][7]
- Mahou ineko to ibarahime (2008, one-shot)
- Chouritsushi (2009-2011)
- Mousou Kikou - Adolescence Avatar (2010-2011)[8]
- Fate/stay night: Unlimited Blade Works (2021-in corso)[9][10]